# تیجیجقه
تیجیجقه یک منطقهٔ مسکونی در الجزایر است که در ناحیه ثنیه واقع شده‌است. تیجیجقه ۳٫۱ کیلومتر مربع مساحت دارد ۵۳۰ متر بالاتر از سطح دریا واقع شده‌است.